# Milič
Milič je geomorfologický podcelek Slanských vrchů. Nejvyšší vrcholem podcelku je Veľký Milič, dosahující výšky 895 m n. m..

## Polohopis
Podcelek leží v nejjižnější části Slanských vrchů a v rámci pohoří ho vymezuje na severu výrazná sníženina, kterou vede železniční trať Košice–Čop, na jihu zase státní hranice s Maďarskem. Severnějším podcelkem Slanských vrchů je Bogota, na západě sousedí Toryská pahorkatina, patřící do Košické kotliny, východní okraj podcelku lemuje Podslanská pahorkatina, která je podcelku Východoslovenské pahorkatiny. Na území se nachází geomorfologická část Salašská brázda. 

## Významné vrcholy
- Veľký Milič - nejvyšší vrch podcelku (895 m n. m.)
- Bradlo (840 m n. m.)
- Suchá hora (806 m n. m.)

## Chráněná území
- Malý Milič - národní přírodní rezervace
- Veľký Milič - národní přírodní rezervace
- Slanský hradný vrch - přírodní rezervace
- Marocká hoľa - přírodní rezervace
- Malá Izra - přírodní rezervace
- Trstinové jezero - přírodní památka
- Miličská skala - přírodní památka [2]

## Doprava
Severní hranici území lemuje železniční trať Košice–Čop.